# Gaio
Gaio var et syrnet mælkeprodukt med lavt fedtindhold, der minder om yoghurt. Det blev introduceret på det danske marked i 1993 og er som noget specielt syrnet med den såkaldte Causido-kultur, som stammer fra Kaukasus.
Gaio fremstilles på Brabrand Mejeri og er et varemærke tilhørende Arla Foods.
I 2007 skiftede Gaio navn til Cultura.